# Playoffs NBA 1966
Navigation
1965 1967
Les playoffs NBA 1966 sont les playoffs de la saison 1965-1966. Ils se terminent sur la victoire des Celtics de Boston face aux Lakers de Los Angeles quatre matches à trois lors des Finales NBA.

## Qualification pour les playoffs
| Champion de division | Qualifié pour les playoffs | Éliminé des playoffs |

| Franchise             | V  | D  | PCT    | R  | Dom   | Ext   | N    | Div   |
| --------------------- | -- | -- | ------ | -- | ----- | ----- | ---- | ----- |
| 76ers de Philadelphie | 55 | 25 | 68,8 % | –  | 22–3  | 20–17 | 13–5 | 20–10 |
| Celtics de Boston     | 54 | 26 | 67,5 % | 1  | 26–5  | 19–18 | 9–3  | 19–11 |
| Royals de Cincinnati  | 45 | 35 | 56,3 % | 10 | 25–6  | 11–23 | 9–6  | 16–14 |
| Knicks de New York    | 30 | 50 | 37,5 % | 25 | 20–14 | 4–30  | 6–6  | 5–25  |

| Franchise                 | V  | D  | PCT    | R  | Dom   | Ext   | N     | Div   |
| ------------------------- | -- | -- | ------ | -- | ----- | ----- | ----- | ----- |
| Lakers de Los Angeles     | 45 | 35 | 56,3 % | –  | 28–11 | 13–21 | 4–3   | 29–11 |
| Bullets de Baltimore      | 38 | 42 | 47,5 % | 7  | 29–9  | 4–25  | 5–8   | 20–20 |
| Hawks de Saint-Louis      | 36 | 44 | 45,0 % | 9  | 22–10 | 6–22  | 8–12  | 19–21 |
| Warriors de San Francisco | 35 | 45 | 43,8 % | 10 | 12–14 | 8–19  | 15–12 | 21–19 |
| Pistons de Détroit        | 22 | 58 | 27,5 % | 23 | 13–17 | 4–22  | 5–19  | 11–29 |

## Fonctionnement
Dans chaque Division, les trois meilleures équipes sont qualifiées pour les playoffs au terme de la saison régulière.
Lors des Demi-finales de Division, le deuxième affronte le troisième dans une série au meilleur des cinq matches. Le gagnant rencontre alors, en Finales de Division, le premier de la Division au meilleur des sept matches. Les deux gagnants se rencontrent lors des finales NBA, qui se jouent au meilleur des sept matches.

## Tableau
|  | Demi-finales de Division | Demi-finales de Division | Demi-finales de Division |                       |   | Finales de Division | Finales de Division | Finales de Division |  |  | Finales NBA | Finales NBA       | Finales NBA |
|  |                          |                          |                          |                       |   |                     |                     |                     |  |  |             |                   |             |
|  |                          |                          |                          |                       |   |                     |                     |                     |  |  |             |                   |             |
|  |                          | 1                        | 76ers de Philadelphie    | 1                     |   |                     |                     |                     |  |  |             |                   |             |
|  | Division Est             | 1                        | 76ers de Philadelphie    | 1                     |   |                     |                     |                     |  |  |             |                   |             |
|  |                          |                          | 2                        | Celtics de Boston     | 4 |                     |                     |                     |  |  |             |                   |             |
|  | 3                        | Royals de Cincinnati     | 2                        | Celtics de Boston     | 4 | 2                   |                     |                     |  |  |             |                   |             |
|  | 3                        | Royals de Cincinnati     |                          |                       |   | 2                   |                     |                     |  |  |             |                   |             |
|  | 2                        | Celtics de Boston        | 3                        |                       |   |                     |                     |                     |  |  |             |                   |             |
|  |                          |                          |                          |                       |   |                     |                     |                     |  |  | E2          | Celtics de Boston | 4           |
|  |                          |                          | O1                       | Lakers de Los Angeles | 3 |                     |                     |                     |  |  |             |                   |             |
|  |                          |                          |                          |                       |   |                     |                     |                     |  |  |             |                   |             |
|  |                          |                          |                          |                       |   |                     |                     |                     |  |  |             |                   |             |
|  |                          | 1                        | Lakers de Los Angeles    | 4                     |   |                     |                     |                     |  |  |             |                   |             |
|  | Division Ouest           | 1                        | Lakers de Los Angeles    | 4                     |   |                     |                     |                     |  |  |             |                   |             |
|  |                          |                          | 3                        | Hawks de Saint-Louis  | 3 |                     |                     |                     |  |  |             |                   |             |
|  | 3                        | Hawks de Saint-Louis     | 3                        | Hawks de Saint-Louis  | 3 | 3                   |                     |                     |  |  |             |                   |             |
|  | 3                        | Hawks de Saint-Louis     |                          |                       |   | 3                   |                     |                     |  |  |             |                   |             |
|  | 2                        | Bullets de Baltimore     | 0                        |                       |   |                     |                     |                     |  |  |             |                   |             |

## Scores

### Demi-finales de Division

#### Division Est
(1) les 76ers de Philadelphie sont exemptés de demi-finales.
(2) Celtics de Boston vs. (3) Royals de Cincinnati: les Celtics gagnent la série 3-2
- match 1 le 23 mars 1966 à Boston: Cincinnati 107, Boston 103[2]
- match 2 le 26 mars 1966 à Cincinnati: Boston 132, Cincinnati 125[3]
- match 3 le 27 mars 1966 à Boston: Cincinnati 113, Boston 107[4]
- match 4 le 30 mars 1966 à Cincinnati: Boston 120, Cincinnati 103[5]
- match 5 le 1er avril 1966 à Boston: Boston 112, Cincinnati 103[6]

#### Division Ouest
(1) Les Lakers de Los Angeles sont exemptés de demi-finales.
(2) Bullets de Baltimore vs. (3) Hawks de Saint-Louis: Les Hawks gagnent la série 3-0
- match 1 le 24 mars 1966 à Baltimore: St. Louis 113, Baltimore 111[7]
- match 2 le 27 mars 1966 à Baltimore: St. Louis 105, Baltimore 100[8]
- match 3 le 30 mars 1966 à St. Louis: St. Louis 121, Baltimore 112[9]

### Finales de Division

#### Division Est
(1) 76ers de Philadelphie vs. (2) Celtics de Boston: les Celtics gagnent la série 4-1
- match 1 le 3 avril 1966 à Philadelphia: Boston 115, Philadelphia 96[10]
- match 2 le 6 avril 1966 à Boston: Boston 114, Philadelphia 93[11]
- match 3 le 7 avril 1966 à Philadelphia: Philadelphia 111, Boston 105[12]
- match 4 le 10 avril 1966 à Boston: Boston 114, Philadelphia 108 (OT)[13]
- match 5 le 12 avril 1966 à Philadelphia: Boston 120, Philadelphia 112[14]

#### Division Ouest
(1) Lakers de Los Angeles vs. (3) Hawks de Saint-Louis: Les Lakers gagnent la série 4-3
- match 1 le 1er avril 1966 à Los Angeles: Los Angeles 129, St. Louis 106[15]
- match 2 le 3 avril 1966 à Los Angeles: Los Angeles 125, St. Louis 116[16]
- match 3 le 6 avril 1966 à St. Louis: St. Louis 120, Los Angeles 113[17]
- match 4 le 9 avril 1966 à St. Louis: Los Angeles 107, St. Louis 95[18]
- match 5 le 10 avril 1966 à Los Angeles: St. Louis 112, Los Angeles 100[19]
- match 6 le 13 avril 1966 à St. Louis: St. Louis 131, Los Angeles 127[20]
- match 7 le 15 avril 1966 à Los Angeles: Los Angeles 130, St. Louis 121[21]

## Les finales

### Match 1
| 17 avril 1966 | Rapport | Lakers de Los Angeles 133, Celtics de Boston 129              | Lakers de Los Angeles 133, Celtics de Boston 129 | Lakers de Los Angeles 133, Celtics de Boston 129 | OT | Boston Garden, Boston Affluence : 13 909 Arbitres : Mendy Rudolph – Joe Goshue |
| 17 avril 1966 | Rapport | Score par quart-temps : 20-34, 41-28, 34-37, 26-22, OT : 12-5 |                                                  |                                                  | OT | Boston Garden, Boston Affluence : 13 909 Arbitres : Mendy Rudolph – Joe Goshue |
| 17 avril 1966 | Rapport | Jerry West 41 Elgin Baylor 20 Goodrich 5                      | Points Rebonds Passes d.                         | Bill Russell 28 Bill Russell 26 Sam Jones 9      | OT | Boston Garden, Boston Affluence : 13 909 Arbitres : Mendy Rudolph – Joe Goshue |
| 17 avril 1966 | Rapport | Los Angeles mène la série 1 à 0                               |                                                  |                                                  | OT | Boston Garden, Boston Affluence : 13 909 Arbitres : Mendy Rudolph – Joe Goshue |

### Match 2
| 19 avril 1966 | Rapport | Lakers de Los Angeles 109, Celtics de Boston 129   | Lakers de Los Angeles 109, Celtics de Boston 129 | Lakers de Los Angeles 109, Celtics de Boston 129            |  | Boston Garden, Boston Affluence : 13 909 Arbitres : Earl Strom – Norm Drucker |
| 19 avril 1966 | Rapport | Score par quart-temps : 25-35, 22-36, 35-30, 27-28 |                                                  |                                                             |  | Boston Garden, Boston Affluence : 13 909 Arbitres : Earl Strom – Norm Drucker |
| 19 avril 1966 | Rapport | Jerry West 18 Elgin Baylor 14 Walt Hazzard 5       | Points Rebonds Passes d.                         | Sam Jones, John Havlicek 21 Bill Russell 24 John Havlicek 7 |  | Boston Garden, Boston Affluence : 13 909 Arbitres : Earl Strom – Norm Drucker |
| 19 avril 1966 | Rapport | Égalité dans la série 1 à 1                        |                                                  |                                                             |  | Boston Garden, Boston Affluence : 13 909 Arbitres : Earl Strom – Norm Drucker |

### Match 3
| 20 avril 1966 | Rapport | Celtics de Boston 120, Lakers de Los Angeles 106       | Celtics de Boston 120, Lakers de Los Angeles 106 | Celtics de Boston 120, Lakers de Los Angeles 106 |  | Los Angeles Memorial Sports Arena, Los Angeles Affluence : 15 501 Arbitres : Earl Strom – Norm Drucker |
| 20 avril 1966 | Rapport | Score par quart-temps : 25-29, 32-27, 35-19, 28-31     |                                                  |                                                  |  | Los Angeles Memorial Sports Arena, Los Angeles Affluence : 15 501 Arbitres : Earl Strom – Norm Drucker |
| 20 avril 1966 | Rapport | Sam Jones 36 Bill Russell 19 Tom Sanders, K.C. Jones 5 | Points Rebonds Passes d.                         | Jerry West 34 Elgin Baylor 15 Jim King 6         |  | Los Angeles Memorial Sports Arena, Los Angeles Affluence : 15 501 Arbitres : Earl Strom – Norm Drucker |
| 20 avril 1966 | Rapport | Boston mène la série 2 à 1                             |                                                  |                                                  |  | Los Angeles Memorial Sports Arena, Los Angeles Affluence : 15 501 Arbitres : Earl Strom – Norm Drucker |

### Match 4
| 22 avril 1966 | Rapport | Celtics de Boston 122, Lakers de Los Angeles 117   | Celtics de Boston 122, Lakers de Los Angeles 117 | Celtics de Boston 122, Lakers de Los Angeles 117 |  | Los Angeles Memorial Sports Arena, Los Angeles Affluence : 15 251 Arbitres : Mendy Rudolph – Joe Goshue |
| 22 avril 1966 | Rapport | Score par quart-temps : 31-27, 35-29, 34-33, 27-28 |                                                  |                                                  |  | Los Angeles Memorial Sports Arena, Los Angeles Affluence : 15 251 Arbitres : Mendy Rudolph – Joe Goshue |
| 22 avril 1966 | Rapport | John Havlicek 32 Bill Russell 18 Siegfried 7       | Points Rebonds Passes d.                         | Jerry West 45 Elgin Baylor 12 Jerry West 10      |  | Los Angeles Memorial Sports Arena, Los Angeles Affluence : 15 251 Arbitres : Mendy Rudolph – Joe Goshue |
| 22 avril 1966 | Rapport | Boston mène la série 3 à 1                         |                                                  |                                                  |  | Los Angeles Memorial Sports Arena, Los Angeles Affluence : 15 251 Arbitres : Mendy Rudolph – Joe Goshue |

### Match 5
| 24 avril 1966 | Rapport | Lakers de Los Angeles 121', Celtics de Boston 117  | Lakers de Los Angeles 121', Celtics de Boston 117 | Lakers de Los Angeles 121', Celtics de Boston 117       |  | Boston Garden, Boston Affluence : 13 909 Arbitres : Earl Strom – Norm Drucker |
| 24 avril 1966 | Rapport | Score par quart-temps : 37-23, 27-35, 26-31, 31-28 |                                                   |                                                         |  | Boston Garden, Boston Affluence : 13 909 Arbitres : Earl Strom – Norm Drucker |
| 24 avril 1966 | Rapport | Elgin Baylor 41 Elgin Baylor 16 Jerry West 5       | Points Rebonds Passes d.                          | Bill Russell 32 Bill Russell 28 K.C. Jones, Siegfried 6 |  | Boston Garden, Boston Affluence : 13 909 Arbitres : Earl Strom – Norm Drucker |
| 24 avril 1966 | Rapport | Boston mène la série 3 à 2                         |                                                   |                                                         |  | Boston Garden, Boston Affluence : 13 909 Arbitres : Earl Strom – Norm Drucker |

### Match 6
| 26 avril 1966 | Rapport | Celtics de Boston 115, Lakers de Los Angeles 123   | Celtics de Boston 115, Lakers de Los Angeles 123 | Celtics de Boston 115, Lakers de Los Angeles 123 |  | Los Angeles Memorial Sports Arena, Los Angeles Affluence : 15 069 Arbitres : Mendy Rudolph – Earl Strom |
| 26 avril 1966 | Rapport | Score par quart-temps : 29-32, 29-36, 32-21, 25-34 |                                                  |                                                  |  | Los Angeles Memorial Sports Arena, Los Angeles Affluence : 15 069 Arbitres : Mendy Rudolph – Earl Strom |
| 26 avril 1966 | Rapport | John Havlicek 27 Bill Russell 23 K.C. Jones 6      | Points Rebonds Passes d.                         | Jerry West 32 Elgin Baylor 14 Jerry West 7       |  | Los Angeles Memorial Sports Arena, Los Angeles Affluence : 15 069 Arbitres : Mendy Rudolph – Earl Strom |
| 26 avril 1966 | Rapport | Égalité dans la série 3 à 3                        |                                                  |                                                  |  | Los Angeles Memorial Sports Arena, Los Angeles Affluence : 15 069 Arbitres : Mendy Rudolph – Earl Strom |

### Match 7
| 28 avril 1964 | Rapport | Lakers de Los Angeles 93, Celtics de Boston 95            | Lakers de Los Angeles 93, Celtics de Boston 95 | Lakers de Los Angeles 93, Celtics de Boston 95            |  | Boston Garden, Boston Affluence : 13 909 Arbitres : Mendy Rudolph – Earl Strom |
| 28 avril 1964 | Rapport | Score par quart-temps : 20-27, 18-26, 22-23, 33-19        |                                                |                                                           |  | Boston Garden, Boston Affluence : 13 909 Arbitres : Mendy Rudolph – Earl Strom |
| 28 avril 1964 | Rapport | Jerry West 36 Elgin Baylor 14 Jerry West, Walt Hazzard 3  | Points Rebonds Passes d.                       | Bill Russell 25 Bill Russell 32 K.C. Jones, Tom Sanders 3 |  | Boston Garden, Boston Affluence : 13 909 Arbitres : Mendy Rudolph – Earl Strom |
| 28 avril 1964 | Rapport | Boston gagne la série 4 à 3 et devient champion NBA 1966. |                                                |                                                           |  | Boston Garden, Boston Affluence : 13 909 Arbitres : Mendy Rudolph – Earl Strom |